# Пікет (геодезія)
Пікет (англ. station, stake, survey stake, нім. Pflock m, ausgepflockter Vermessungspunkt m) — точка на місцевості або у гірничій виробці, положення якої визначається при геодезичній зйомці. Іноді позначається умовним знаком (кілком, стовпом тощо). На місцевості відстань між пікетами, як правило, приймається 100 м, при підземних маркшейдерських роботах у гірничій виробці — 10, 20 іноді 50 м. У останньому випадку пікети розбиваються і позначаються на стінках підготовчих горизонтальних гірничих виробок, по яких виконується чи буде виконуватись настилання рейкових колій для електровозної або локомотивної відкатки. За результатами нівелювання по П. одержують важливі для гірничого виробництва графічні документи (профілі виробок, рейкових колій, покрівлі виробок, водовідвідних канав тощо).

## Дотичний термін
Пікетаж — позначення пікетів на місцевості чи в гірничій виробці для майбутнього нівелювання.